# Natalie Langer
Natalie Langer (* 24. Oktober 1981 in Hoyerswerda, DDR) ist eine deutsche Fernsehmoderatorin und Model.

## Leben
Natalie Langer wuchs in Hoyerswerda auf. Nach ihrem Realschulabschluss zog sie mit 16 Jahren nach Bayern und absolvierte dort eine Berufsausbildung zur Einzelhandelskauffrau. Während ihres Aufenthaltes in Bayern nahm sie an Misswahlen teil und holte bis 2002 national und international 20 Miss-Titel (unter anderen Miss Lausitzring, Miss World Bikini Model, Miss Domina Model Of Universe, Miss Radio Salü).
Ab 20. Dezember 2004 nahm sie an der fünften Staffel der deutschen Ausgabe der Reality-TV-Show Big Brother teil, bei der sie wegen ihrer oft hüllenlosen Auftritte als „Lausitz-Luder“ bekannt wurde. Nach ihrem Auszug am 21. Februar 2005 war sie noch einmal beim Prominenten-Special der sechsten Staffel im September 2005 im Big-Brother-Haus zu sehen. Von 2005 bis Juni 2008 moderierte sie Gewinnspiele beim Fernsehsender 9Live und gehörte zum Moderatorenteam der in den 9Live-Studios produzierten und auf ProSieben ausgestrahlten Live-Call-in-Show Night-Loft.
Von Januar bis Juli 2008 schrieb Natalie Langer eine Kolumne über das Geschehen im Big-Brother-Haus für das Online-Medienmagazin TVmatrix. Außerdem wirkte sie ab der siebten Folge als Darstellerin in der Web-TV-Soap They call us Candy Girls mit, die seit dem 19. Mai 2008 auf MySpace ausgestrahlt wurde. Seit 2009 war sie häufiger als Darstellerin im Bayerischen Fernsehen zu sehen, wo sie in den Comedy-Formaten Normal is des ned und Grünwald Freitagscomedy mitwirkte. Für letzteres war sie zwischen Dezember 2009 und Dezember 2010 einmal im Monat als Außenreporterin tätig.
Mit der Sendung vom 13. August 2011 hat Natalie Langer die Moderation der Talk- und Unterhaltungssendung Nachtfahrt TV übernommen.
Seit dem 26. August 2013 ist Natalie Langer Moderatorin beim Fernsehsender Deutsches Musik Fernsehen.
Im Juli 2013 verursachte Natalie Langer unter Alkoholeinfluss einen Verkehrsunfall, bei dem ein Mann schwer verletzt und dauerhaft geschädigt wurde. Nachdem sie ihre Beteiligung – mit Hilfe ihres Verlobten, eines Diplomjuristen – zu vertuschen versucht hatte, wurde sie Ende Juni 2016 zunächst wegen versuchten Mordes angeklagt, dann jedoch wegen fahrlässiger Körperverletzung zu einer 18-monatigen Bewährungsstrafe, Entzug der Fahrerlaubnis für ein Jahr und 120 Stunden gemeinnütziger Arbeit verurteilt. Ihr Verlobter, der den Unfall in Absprache mit ihr verschleiern wollte, wurde zu acht Monaten Haft auf Bewährung verurteilt und musste zudem 2500 Euro an die Organisation Bund gegen Alkohol und Drogen im Straßenverkehr spenden.

## Fernsehsendungen
- 2004–2005: Big Brother
- 2005–2006: kabel eins „Filmquiz“
- 2005–2008: 9Live „Call Taxi“
- 2005–2008: 9Live „Pronto“
- 2007–2008: ProSieben „Night-Loft“
- 2007–2008: 9Live „Unterwegs“
- 2009: BR Fernsehen „Normal is des ned“
- 2009–2010: BR Fernsehen „Grünwald Freitagscomedy“
- seit 2011: Nachtfahrt TV
- seit 2013: Deutsches Musik Fernsehen

## Filmografie
- 2008: Darstellerin MySpace „They call us Candy Girls“